# Arthur Garcia
Arthur Garcia da Motta (San Paolo, 8 agosto 2001) è un calciatore brasiliano, portiere del Beroe.

## Carriera

### Club
Il 20 gennaio 2024 viene acquistato a titolo definitivo dalla squadra bulgara del Beroe.

## Statistiche

### Presenze e reti nei club
Statistiche aggiornate al 2 agosto 2025.
| Stagione        | Squadra         | Campionato      | Campionato | Campionato | Coppe nazionali | Coppe nazionali | Coppe nazionali | Coppe continentali | Coppe continentali | Coppe continentali | Altre coppe | Altre coppe | Altre coppe | Totale | Totale |
| Stagione        | Squadra         | Comp            | Pres       | Reti       | Comp            | Pres            | Reti            | Comp               | Pres               | Reti               | Comp        | Pres        | Reti        | Pres   | Reti   |
| --------------- | --------------- | --------------- | ---------- | ---------- | --------------- | --------------- | --------------- | ------------------ | ------------------ | ------------------ | ----------- | ----------- | ----------- | ------ | ------ |
| 2020            | São Caetano     | D               | 2          | -9         | CB              | 0               | 0               | -                  | -                  | -                  | -           | -           | -           | 2      | -9     |
| gen.-giu. 2024  | Beroe           | PL              | 10         | -14        | CB              | 0               | 0               | -                  | -                  | -                  | -           | -           | -           | 10     | -14    |
| 2024-2025       | Beroe           | PL              | 35         | -42        | CB              | 2               | 0               | -                  | -                  | -                  | -           | -           | -           | 37     | -42    |
| 2025-2026       | Beroe           | PL              | 3          | -5         | CB              | 0               | 0               | -                  | -                  | -                  | -           | -           | -           | 3      | -5     |
| Totale Beroe    | Totale Beroe    | Totale Beroe    | 48         | -61        |                 | 2               | 0               |                    | -                  | -                  |             | -           | -           | 50     | -61    |
| Totale carriera | Totale carriera | Totale carriera | 50         | -70        |                 | 2               | 0               |                    | -                  | -                  |             | -           | -           | 52     | -70    |